# Cronomacchina accidentale
Cronomacchina accidentale (titolo originale: The Accidental Time Machine) è un romanzo di fantascienza di Joe Haldeman, pubblicato originariamente negli Stati Uniti nel 2007 e in Italia nel 2010. È stato finalista del Premio Nebula nel 2007 e del Premio Locus nel 2008.

## Trama
Il romanzo segue un ricercatore del MIT, Matthew Fuller, dal momento in cui scopre che un dispositivo da lui costruito per altri scopi è una macchina del tempo monodirezionale. Questa macchina ha alcune peculiarità: è in grado di spostarsi solo in avanti nel tempo; il momento di arrivo non è programmabile, ma inizia con qualche secondo nel futuro e aumenta a ogni salto di dodici volte; ogni salto produce uno spostamento spaziale (relativo alla Terra) che aumenta ogni volta; è in grado di portare con sé oggetti metallici e tutto quello che contengono. Quest'ultima caratteristica fa sé che i primi salti vengano effettuati solo dalla macchina, finché il protagonista non la collega a una vecchia automobile, cosa che permette a lui stesso di viaggiare nel tempo. Questa modalità di viaggio particolare inizialmente gli crea alcuni problemi: Matt ha timore di potersi ritrovare immerso nell'acqua, o in mezzo ad una strada. Durante il suo quinto salto, che lo porta in avanti di alcuni mesi, è anche arrestato con l'accusa di aver ucciso uno spacciatore, che in realtà era morto per un attacco di cuore dopo aver assisto alla sparizione di Matt con la sua macchina del tempo. Viene salvato in breve da qualcuno secondo Matt può solamente provenire dal futuro, e gli viene lasciato un appunto che lo spinge a partire velocemente con la macchina del tempo. Continua in avanti per 15 anni po essersi ri-materializzato scopre che il professor Marsh, il suo tutore, ha preso il merito dell'invenzione del viaggio nel tempo e successivamente ha vinto il Premio Nobel.
Costretto per una serie di motivi a fuggire ogni volta, il protagonista si trova a spostarsi sempre più avanti nel tempo con la speranza di incontrare prima o poi a una scienza sufficientemente avanzata da permettergli di tornare indietro. Le società future che vengono descritte con un certo grado di dettaglio sono le prime tre: la società della metà del secolo XII, sostanzialmente identica alla nostra; una società bigotta e retrograda; una società di benessere diffuso e fortemente improntata sui rapporti commerciali. Nei successivi salti lo stato del mondo non viene descritto in grande dettaglio.

## Edizioni
- Joe Haldeman, Cronomacchina accidentale, collana Urania n° 1554, Arnoldo Mondadori Editore, 2010,  p. 250.